# Canibus
Canibus, właściwie Germaine Williams (ur. 9 grudnia 1974 w Kingston na Jamajce) – amerykański raper. Jest członkiem supergrupy The HRSMN.

## Życiorys

### Wczesne lata
Germaine Williams urodził się na Jamajce w 1974 roku. Jego ojciec, Basil Williams był wzornikiem jamajskiego krykieta. Jego rodzice często się przeprowadzali z powodu pracy jego matki. Mieszkali w Bronksie, Waszyngtonie, Atlancie, Miami, Buffalo i w Montrealu. Interesował się komputerami i internetem. Zaczął studiować informatykę na DeKalb College w Atlancie.

### 2009
W 2009 roku założył z Keithem Murrayem duet The Underdogs. 22 listopada 2009 roku do internetu trafił diss na Eminema z gościnnym udziałem rapera DZK.

## Dyskografia
- 1998: Can-I-Bus
- 2000: 2000 B.C.
- 2001: C True Hollywood Stories
- 2002: Mic Club: The Curriculum
- 2003: Rip the Jacker
- 2005: Mind Control
- 2005: Hip-Hop for Sale
- 2007: For Whom the Beat Tolls
- 2010: Melatonin Magik
- 2010: C of Tranquility[1]
- 2011: Lyrical Law
- 2015: Time Flys, Life Dies… Phoenix Rise (razem z Bronze Nazarethem)